# Doraemon (loạt phim 1973)
Doraemon (Nhật: ドラえもん) là loạt anime đầu tiên dựa trên manga cùng tên của Fujiko F. Fujio. Được sản xuất bởi Nippon TeleMovie Productions., Doraemon bắt đầu phát sóng từ ngày 1 tháng 4 năm 1973 đến ngày 30 tháng 9 năm 1973. Sau khi anime kết thúc, Doraemon vẫn độc quyền là một bộ truyện tranh cho đến năm 1979 khi Shin-Ei Animation tiến hành sản xuất bộ anime chuyển thể thứ hai thành công hơn và kết thúc vào năm 2005; Doraemon tiếp tục được chuyển thể lần thứ ba và vẫn đang phát sóng cho đến ngày hôm nay. Loạt phim 1973 hiện được coi là "sản phẩm truyền thông bị đánh mất" do sự hiếm hoi và khá ít thông tin được tìm thấy về nó. Trong số 52 phân đoạn tập phim, chỉ có 21 phân đoạn được biết là còn tồn tại.

## Sản xuất và phát sóng
Loạt phim được phát sóng từ ngày 25 tháng 5 đến ngày 30 tháng 9 năm 1973 trên Nippon TV. 26 buổi phát sóng với 52 phân đoạn tập phim riêng lẻ đã được sản xuất. Một bộ phim thử nghiệm được sản xuất vào năm 1972 và được trình chiếu cho khán giả vào tháng 1 năm 1973. Khán giả bao gồm cả Fujiko F. Fujio, cha đẻ của bộ manga Doraemon. Loạt phim nhận về nhiều ý kiến trái chiều, trong đó chủ yếu là những đánh giá tiêu cực từ khán giả và chính tác giả vì đã thay đổi nguyên tác và thêm vào một số nhân vật mới. Loạt phim thường xuyên được phát sóng lại trong suốt những năm 1970. Toyama là đài cuối cùng phát sóng chương trình, phát sóng từ ngày 3 tháng 7 đến ngày 24 tháng 7 năm 1981, và thêm một thời gian lại vào tháng 8 cùng năm. Vào ngày 3 tháng 8, nhà xuất bản của bộ manga Doraemon đã yêu cầu nhà đài ngừng phát sóng bộ phim để đảm bảo không gây tổn hại đến danh tiếng của loạt phim 1979 thành công hơn đang được phát sóng trong thời gian đó. Đơn vị sản xuất loạt phim là Nippon TeleMovie Productions bị phá sản vào năm 1981. Trước khi ngừng hoạt động, họ đã cố gắng trang trải nợ nần bằng cách bán bớt bản gốc của phim, và gần như các tập phim của loạt phim này đã bị tiêu huỷ bởi một vụ cháy. Năm 1995, công ty sản xuất hậu kỳ IMAGICA của Nhật Bản đã phát hiện ra các buổi phát sóng 18, 20 đến 26 còn sót lại trong trong kho lưu trữ, cũng như các phân đoạn 5A, 10B và 12B.
Năm 2003, giám đốc sản xuất của loạt phim, Hiroshi Shimozaki với cái tên mới Masami Jun hoặc "mcsammy" đã tải lên phiên bản chất lượng thấp của phần giới thiệu và phần ghi công lên trang web của mình ở trong một trang được bảo vệ bằng mật khẩu và chỉ dành cho thành viên có đăng kí tài khoản. Tuy nhiên, sau vài phút tải lên, ông được thông báo rằng phần giới thiệu và phần ghi công đã được đăng tải lên trang web ẩn danh 2channel của Nhật Bản. Dù ông ngay lập tức xóa các tệp video này ra khỏi trang web của mình, nhưng đã quá muộn, nhiều hình ảnh về các tập phim đều đã được tải lên GeoCities. Vào cuối những năm 1990, một người đã tuồn ra bản ghi VHS của tập "Crazy Stomach Clock" từ năm 1978, nhưng cũng đã bị xoá. Vào năm 2015, một người dùng YouTube đã phát hiện ra một cảnh phim đang chiếu trên TV trích từ một cuốn phim khiêu dâm Nhật Bản từ những năm 1970.
Ngày nay gần như không thể tìm thấy thông tin về phiên bản Doraemon này. Không có bất kì một tập phim nào còn nguyên vẹn hay bản ghi cuối cùng được tìm thấy. Đoạn phim duy nhất hiện có là đoạn video gồm phần mở đầu và kết thúc. Tuy nhiên, video có chất lượng rất thấp (240p 193kbit/s video, 128kbit/s âm thanh).

## Diễn viên lồng tiếng
- Doraemon - Tomita Kōsei (tập 1A đến 13B) và Nozawa Masako (tập 14A đến 26B)
- Nobi Nobita - Oota Yoshiko
- Shizuka - Ebisu Masako
- Jaian - Kimotsuki Kaneta
- Suneo - Yashiro Shun
- Bố của Doraemon - Tatekabe Kazuya
- Mẹ của Nobita - Ohara Noriko
- Ba của Nobita - Mukakoshi Ichirō
- Mẹ của Suneo- Takahashi Kazue
- Ba của Suneo - Hase Sanji→Katou Osamu
- Ba của Jaian - 不明
- Sewashi - Keiko Yamamoto
- Thầy giáo Senjou (Ganari) - Katou Osamu→Amenomori Masashi
- Gachako - Hori Junko
- Botako- Nozawa Masako
- Debuko- Noriko Tsukase
- Jamako - Yoshida Rihoko

## Danh sách tập phim
Nguồn: Anime News Network
| Phân đoạn | Tên tập phim | Ngày phát sóng gốc  |
| --------- | --- | ------------------- |
| 1A        | "Doraemon xuất hiện" "Deta!! Doraemon no Maki" (出た！！ドラえもんの巻)                                          | 1 tháng 4 năm 1973  |
| 1B        | "Châu chấu hối lỗi" "Pekopekobatta Ōsōdō no Maki" (ペコペコバッタ大騒動の巻)                                     | 1 tháng 4 năm 1973  |
| 2A        | "Cô gái xinh đẹp trên mái nhà" "Yane no Ue no Sutekina Ko no Maki" (屋根の上のすてきな子の巻)                    | 8 tháng 4 năm 1973  |
| 2B        | "Tổ tiên của Nobita" "Nobita no Gosenzo-san no Maki" (のび太のご先祖さんの巻)                                    | 8 tháng 4 năm 1973  |
| 3A        | "Hiểu thấu điểm yếu" "Yowami wo Nigire no Maki" (弱味をにぎれの巻)                                               | 15 tháng 4 năm 1973 |
| 3B        | "Chiến lược của thiên thần tình yêu" "Kyūpiddo de Suki-Suki Sakusen no Maki" (キューピッドですきすき作戦の巻)    | 15 tháng 4 năm 1973 |
| 4A        | "Chuột là điểm yếu của mèo" "Nezumi ni Yowai Neko mo Aru no Maki" (ねずみに弱い猫もあるの巻)                     | 22 tháng 4 năm 1973 |
| 4B        | "Đánh bại kẻ bắt nạt" "Gakitaishō wo Yattsukero no Maki" (ガキ大将をやっつけろの巻)                              | 22 tháng 4 năm 1973 |
| 5A        | "Gương nịnh hót" "Oseji Kagami no Maki" (おせじ鏡の巻)                                                           | 29 tháng 4 năm 1973 |
| 5B        | "Ngày kỉ niệm kết hôn của ba và mẹ" "Papa to Mama no Kekkon Kinenbi no Maki" (パパとママの結婚記念日の巻)        | 29 tháng 4 năm 1973 |
| 6A        | "Máy ảnh ma thuật" "Noroi Kamera no Maki" (のろいカメラの巻)                                                     | 6 tháng 5 năm 1973  |
| 6B        | "Chiến thuật trúng số độc đắc" "Takarakuji Ōatari Sakusen no Maki" (宝くじ大当り作戦の巻)                        | 6 tháng 5 năm 1973  |
| 7A        | "Quyết đấu! Nobita và Jaian" "Kettō! Nobita to Jaian no Maki" (決闘！のび太とジャイアンの巻)                     | 13 tháng 5 năm 1973 |
| 7B        | "Tớ là ai" "Watashi wa Daredeshō no Maki" (わたしは誰でしょうの巻)                                               | 13 tháng 5 năm 1973 |
| 8A        | "Đảo ngược mọi thứ" "Abekonbe Sōdō no Maki" (アベコンベ騒動の巻)                                                 | 20 tháng 5 năm 1973 |
| 8B        | "Bí ẩn ngôi nhà ma" "Obake Yashiki no Nazo no Maki" (おばけ屋敷の謎の巻)                                         | 20 tháng 5 năm 1973 |
| 9A        | "Nhanh - chậm đại tác chiến" "Kuikku Surō Dai Sakusen no Maki" (クイック・スロー大作戦の巻)                      | 27 tháng 5 năm 1973 |
| 9B        | "Nobita là vũ nam" "Nobita wa Ame Otoko no Maki" (のび太は雨男の巻)                                              | 27 tháng 5 năm 1973 |
| 10A       | "Máy dung hợp" "Urutora Mikisā no Maki" (ウルトラミキサーの巻)                                                   | 3 tháng 6 năm 1973  |
| 10B       | "Sao băng, ngôi sao ước nguyện" "Negai Boshi Nagare Boshi no Maki" (ねがい星流れ星の巻)                          | 3 tháng 6 năm 1973  |
| 11A       | "Khăn trùm kì lạ" "Fushigi na Furoshiki no Maki" (ふしぎなふろしきの巻)                                          | 10 tháng 6 năm 1973 |
| 11B       | "Người bà của Nobita" "Nobita no Obā-chan no Maki" (のび太のおばあちゃんの巻)                                    | 10 tháng 6 năm 1973 |
| 12A       | "Giải đấu lớn của dơi đỏ" "Dai Rīgu Aka Batto no Maki" (大リーグの赤バットの巻)                                  | 17 tháng 6 năm 1973 |
| 12B       | "Đàn ông cạnh tranh bằng sức mạnh" "Otoko wa Chikara de Shōbu suru no Maki" (男は力で勝負するの巻))              | 17 tháng 6 năm 1973 |
| 13A       | "Gachako xuất hiện" "Gacha-ko Tōjō no Maki" (ガチャ子登場の巻)                                                   | 24 tháng 6 năm 1973 |
| 13B       | "Thỏi son nịnh hót" "Oshaberi Kuchi Be ni no Maki" (おしゃべり口べにの巻)                                        | 24 tháng 6 năm 1973 |
| 14A       | "Tớ yêu máy ảnh này" "Sukisuki Kamera no Maki" (すきすきカメラの巻)                                              | 1 tháng 7 năm 1973  |
| 14B       | "Hẹn hò trong Dải Ngân hà" "Ama no Gawa de Deito Shiyō no Maki" (天の川でデイトしようの巻)                       | 1 tháng 7 năm 1973  |
| 15A       | "Xe Robot kỳ lạ" "Hen'na Robotto Kā no Maki" (へんなロボットカーの巻)                                            | 8 tháng 7 năm 1973  |
| 15B       | "Xà phòng mỉm cười" "Nikoniko Sekken no Maki" (ニコニコせっけんの巻)                                             | 8 tháng 7 năm 1973  |
| 16A       | "Người đứng đầu cung điện của tớ" "Ore Shochō no Dai Ri no Maki" (おれ署長のだいりの巻)                          | 15 tháng 7 năm 1973 |
| 16B       | "Mùa hè đến rồi! Hãy đi trượt tuyết thôi nào" "Sā Natsu da! Sukī wo Yarō no Maki" (さあ夏だ！スキーをやろうの巻) | 15 tháng 7 năm 1973 |
| 17A       | "Tớ ghét thẻ báo cáo" "Seiseki Hyō wa Iya da nā no Maki" (成績表はいやだなあの巻)                                | 29 tháng 7 năm 1973 |
| 17B       | "Kéo cắt bóng" "Jibun no kage wo Tsukamaero no Maki" (自分のかげをつかまえろの巻)                                | 29 tháng 7 năm 1973 |
| 18A       | "Ngồi tàu ngầm ra biển" "Sensuikan de Umi Heikō no Maki" (潜水艦で海へ行こうの巻)                                | 5 tháng 8 năm 1973  |
| 18B       | "Đồng hồ dạ dày điên cuồng" "Kuruta Hara Tokei no Maki" (くっるたハラ時計の巻)                                   | 5 tháng 8 năm 1973  |
| 19A       | "Trại hỗn loạn" "Kyanpu Sōdō no Maki" (キャンプ騒動の巻)                                                         | 12 tháng 8 năm 1973 |
| 19B       | "Hoa lãng quên" "Wasure na Gusa Te Nani Dake no Maki" (忘れな草って何だっけの巻)                                 | 12 tháng 8 năm 1973 |
| 20A       | "Dù làm mát" "Kūrā Parasoru no Maki" (クーラーパラソルの巻)                                                      | 19 tháng 8 năm 1973 |
| 20B       | "Nhật ký dự định" "Itsudemo Nikki no Maki" (いつでも日記の巻)                                                    | 19 tháng 8 năm 1973 |
| 21A       | "Bóng ma bài tập về nhà xuất hiện" "Shukudai Obake ga Deta no Maki" (宿題おばけが出たの巻)                       | 26 tháng 8 năm 1973 |
| 21B       | "Hộp thời tiết" "Otenki Bokkusu no Maki" (お天気ボックスの巻)                                                    | 26 tháng 8 năm 1973 |
| 22A       | "Tớ có một phiếu phản bội" "Boku ni Kiyoki Ichi Pyō wo no Maki" (ぼくに清き一票をの巻)                           | 2 tháng 9 năm 1973  |
| 22B       | "Đào tạo nghệ sĩ truyện tranh" "Manga Ka Shugyō no Maki" (まんが家修行の巻)                                      | 2 tháng 9 năm 1973  |
| 23A       | "Bạn gái xinh đẹp" "Sutekina Gārufurendo no Maki" (すてきなガールフレンドの巻)                                   | 9 tháng 9 năm 1973  |
| 23B       | "Cuộc bạo loạn đầy hoa mỹ" "Gaippai Sōdō no Maki" (花いっぱい騒動の巻)                                           | 9 tháng 9 năm 1973  |
| 24A       | "Bút sáp chân thực" "Sokkuri Kureyon no Maki" (そっくりクレヨンの巻)                                             | 16 tháng 9 năm 1973 |
| 24B       | "Ngày sinh nhật của Shizuka" "Shizuka no Tanjōbi no Maki" (静香の誕生日の巻)                                     | 16 tháng 9 năm 1973 |
| 25A       | "Trở thành phi hành gia vũ trụ" "Uchū Hikōshi ni Naritai no Maki" (宇宙飛行士になりたいの巻)                     | 23 tháng 9 năm 1973 |
| 25B       | "Cuộc bạo loạn lạc lối và bối rối" "Maigo Magomago Ōsōdō no Maki" (まいごマゴマゴ大騒動の巻)                     | 23 tháng 9 năm 1973 |
| 26A       | "Nendoron bạo loạn" ""Nendoron Ōsōdō no Maki" (ネンドロン大騒動の巻)                                             | 30 tháng 9 năm 1973 |
| 26B       | "Tạm biệt Doraemon" "Sayōnara Doraemon no Maki" (さようならドラえもんの巻)                                       | 30 tháng 9 năm 1973 |

Phần sau: Danh sách tập phim Doraemon (1979–1987)

## Nhạc phim
Bài hát mở đầu"Doraemon" / thể hiện: Naito Harumi và NLT / Lời: Fujiko Fujio / sản xuất - phối khí: Koshibe Nobuyoshi
Bài hát kết thúc"Doraemon Runba" / thể hiện: Naito Harumi / lời: Yokoyama Yoichi / nhạc và phối khí: Koshibe Nobuyoshi
Lồng trong phim
- "Aishūno Doraemon" / thể hiện: Tomita Koki / lời: Yokoyama Yoichi / nhạc: Koshibe Nobuyoshi
- "Doraemon in deki shīran do" / thể hiện: nhóm Columbia và NLT / Lời: Fujiko Fujio / phối khí: Koshibe Nobuyoshi

## Đón nhận
Loạt phim Doraemon đầu tiên được phát sóng trên Nippon Television từ 1 tháng 4 đến 30 tháng 9 năm 1973. Đây cũng là một trong những chương trình cuối cùng mà nhà đài này thực hiện trước khi giải thể.
Đây là loạt phim đầu tiên của tác giả Fujiko Fujio không được sản xuất bởi Tokyo Movie hay Studio Zero. Nó được rất ít người biết đến chủ yếu vì 2 lý do: Thứ nhất, chính tác giả Fujiko Fujio đã thừa nhận rằng ông rất ghét loạt phim này. Thứ hai, cũng là lý do quan trọng hơn: Hầu hết các tập phim đã bị hỏng do một đám cháy lớn. Trong 52 phần phim được sản xuất, chỉ có 21 phần "sống sót", trong số đó, 2 phần phim bị mất tiếng.
Cũng bởi sự hiếm hoi của những tập phim này, phần lớn thông tin hiện có đều đến từ những người trong đội ngũ sản xuất trước đây, hoặc chính từ các độc giả từng theo dõi loạt phim này. Nét hoạt họa của Doraemon 1973 cũng không được đánh giá cao, kể cả với tiêu chuẩn của những năm 1970.